# Ashley Webster
Ashley Webster es una periodista de noticias de negocios para Fox Business Network, un canal de noticias de negocios al que él se unió en septiembre de 2007 como su Editor de Mercados Extranjeros.  Webster, quien nació en Brighton, Reino Unido y se crio en Los Ángeles, tiene su sede en la oficina de Londres de la cadena.

## Descripción de la carrera
Antes de unirse a FBN, y de regresar a su país nativo, en 2007, Webster fue un presentador en WZTV, una afiliada de Fox en Nashville, durante 10 años. Webster también ayudó a lanzar el departamento de noticias de la afiliada de NBC, WGBA-TV en Green Bay, Wisconsin en 1996 como el primer copresentador masculino de la estación. Él también presentó en la afiliada de la CBS, KSWT-TV en Yuma, Arizona.
Webster comenzó su carrera de periodismo en la afiliada de la NBC, KTVH-TV en Helena, Montana, donde trabajó como director de noticias. Antes de eso, había pasado 6 años en Londres, trabajando para el Banco de Montreal y Lloyds Bank.
Webster consiguió su Grado en Periodismo de Difusión en la Universidad Estatal de California.